# Joshua Wynder
Joshua Liam Wynder (Louisville, Kentucky, Estados Unidos, 2 de mayo de 2005) es un futbolista estadounidense. Juega de defensa central y su equipo actual es el Sport Lisboa e Benfica "B" de la Segunda División de Portugal.

## Trayectoria
Se anunció su fichaje por Sport Lisboa e Benfica el 8 de junio de 2023, en principio para la filial. Jugó su primer partido en un amistoso de práctica el 15 de julio contra Alverca, ingresó en el correr del juego pero perdieron 1-2.
Fueron invitados a jugar un torneo amistoso, nuevamente fue suplente e ingresó con el partido en juego ante Varzim, con el marcador 1-0 en contra, al minuto 65 Joshua convirtió un gol que puso el empate final 1-1, fueron a penales y Benfica salió victorioso. Jugaron la final frente a Tondela, el entrenador Nélson Veríssimo lo colocó de titular por primera vez y ganaron 3-0.
Su debut oficial profesional en Europa se produjo el 3 de septiembre de 2023, en la fecha 4 de la Segunda División de Portugal, ingresó al minuto 69 y empataron 1-1 con Leixões. Debido a una pubalgia se perdió el resto de la temporada.
El 9 de abril de 2025, tuvo participación con el plantel profesional por primera vez, fue en el partido de ida de la semifinal por Copa de Portugal, el entrenador Bruno Lage lo colocó en el transcurso del segundo tiempo y vencieron 0-5 a FC Tirsense.

## Selección nacional
Ha sido internacional con la selección de fútbol de Estados Unidos en las categorías juveniles sub-17, sub-19 y sub-20.
En abril de 2023 fue convocado a la selección absoluta por primera vez.

## Estadísticas

### Clubes
Actualizado al último partido disputado el 13 de marzo de 2025.
| Club                                 | Div.          | Temporada     | Liga  | Liga  | Liga   | Copas nacionales | Copas nacionales | Copas nacionales | Copas internacionales | Copas internacionales | Copas internacionales | Total | Total | Total  |
| Club                                 | Div.          | Temporada     | Part. | Goles | Asist. | Part.            | Goles            | Asist.           | Part.                 | Goles                 | Asist.                | Part. | Goles | Asist. |
| ------------------------------------ | ------------- | ------------- | ----- | ----- | ------ | ---------------- | ---------------- | ---------------- | --------------------- | --------------------- | --------------------- | ----- | ----- | ------ |
| Louisville City F. C. Estados Unidos | 2.ª           | 2021          | 11    | 0     | 0      | —                | —                | —                | —                     | —                     | —                     | 11    | 0     | 0      |
| Louisville City F. C. Estados Unidos | 2.ª           | 2022          | 24    | 2     | 0      | 3                | 0                | 0                | —                     | —                     | —                     | 27    | 2     | 0      |
| Louisville City F. C. Estados Unidos | 2.ª           | 2023          | 6     | 0     | 0      | 1                | 0                | 0                | —                     | —                     | —                     | 7     | 0     | 0      |
| Louisville City F. C. Estados Unidos | Total club    | Total club    | 41    | 2     | 0      | 4                | 0                | 0                | 0                     | 0                     | 0                     | 45    | 2     | 0      |
| S. L. Benfica "B" Portugal           | 2.ª           | 2023-24       | 1     | 0     | 0      | —                | —                | —                | —                     | —                     | —                     | 1     | 0     | 0      |
| S. L. Benfica "B" Portugal           | 2.ª           | 2024-25       | 27    | 4     | 0      | —                | —                | —                | —                     | —                     | —                     | 27    | 4     | 0      |
| S. L. Benfica "B" Portugal           | Total club    | Total club    | 28    | 4     | 0      | 0                | 0                | 0                | 0                     | 0                     | 0                     | 28    | 4     | 0      |
| S. L. Benfica Portugal               | 1.ª           | 2024-25       | 0     | 0     | 0      | 1                | 0                | 0                | -                     | -                     | -                     | 1     | 0     | 0      |
| S. L. Benfica Portugal               | Total club    | Total club    | 0     | 0     | 0      | 1                | 0                | 0                | 0                     | 0                     | 0                     | 1     | 0     | 0      |
| Total carrera                        | Total carrera | Total carrera | 69    | 6     | 0      | 5                | 0                | 0                | 0                     | 0                     | 0                     | 74    | 6     | 0      |
| 1.                                   |               |               |       |       |        |                  |                  |                  |                       |                       |                       |       |       |        |

### Selección
Actualizado al último partido disputado el 24 de marzo de 2025.
| Selección               | Temporada         | Continental | Continental | Continental | Mundial | Mundial | Mundial | Amistosos | Amistosos | Amistosos | Total | Total | Total  |
| Selección               | Temporada         | Part.       | Goles       | Asist.      | Part.   | Goles   | Asist.  | Part.     | Goles     | Asist.    | Part. | Goles | Asist. |
| ----------------------- | ----------------- | ----------- | ----------- | ----------- | ------- | ------- | ------- | --------- | --------- | --------- | ----- | ----- | ------ |
| Sub-19 Estados Unidos   | 2022              | —           | —           | —           | —       | —       | —       | 5         | 0         | 0         | 5     | 0     | 0      |
| Sub-19 Estados Unidos   | Total sel.        | 0           | 0           | 0           | 0       | 0       | 0       | 5         | 0         | 0         | 5     | 0     | 0      |
| Sub-20 Estados Unidos   | 2023              | -           | -           | -           | 4       | 0       | 0       | 2         | 0         | 0         | 6     | 0     | 0      |
| Sub-20 Estados Unidos   | 2025              | -           | -           | -           | 0       | 0       | 0       | 2         | 0         | 0         | 2     | 0     | 0      |
| Sub-20 Estados Unidos   | Total sel.        | 0           | 0           | 0           | 4       | 0       | 0       | 4         | 0         | 0         | 8     | 0     | 0      |
| Absoluta Estados Unidos | 2023              | -           | -           | -           | —       | —       | —       | 0         | 0         | 0         | 0     | 0     | 0      |
| Absoluta Estados Unidos | Total sel.        | 0           | 0           | 0           | 0       | 0       | 0       | 0         | 0         | 0         | 0     | 0     | 0      |
| Total selecciones       | Total selecciones | 0           | 0           | 0           | 4       | 0       | 0       | 9         | 0         | 0         | 13    | 0     | 0      |
| 1.                      |                   |             |             |             |         |         |         |           |           |           |       |       |        |